# Auguste Peltz

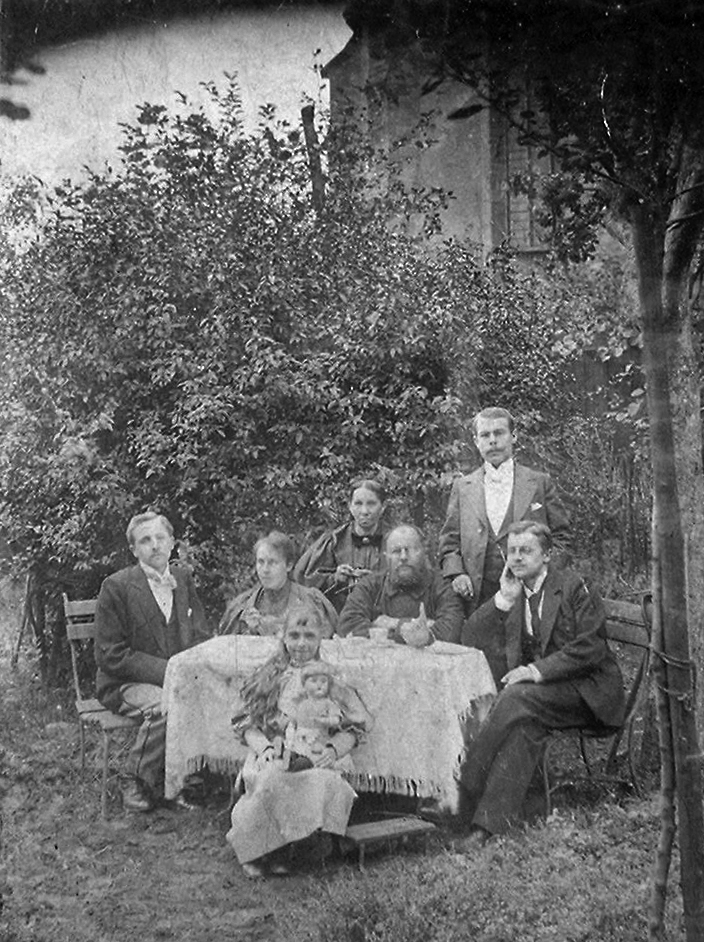
Auguste Peltz (hinten Mitte) mit ihrer Familie um 1895

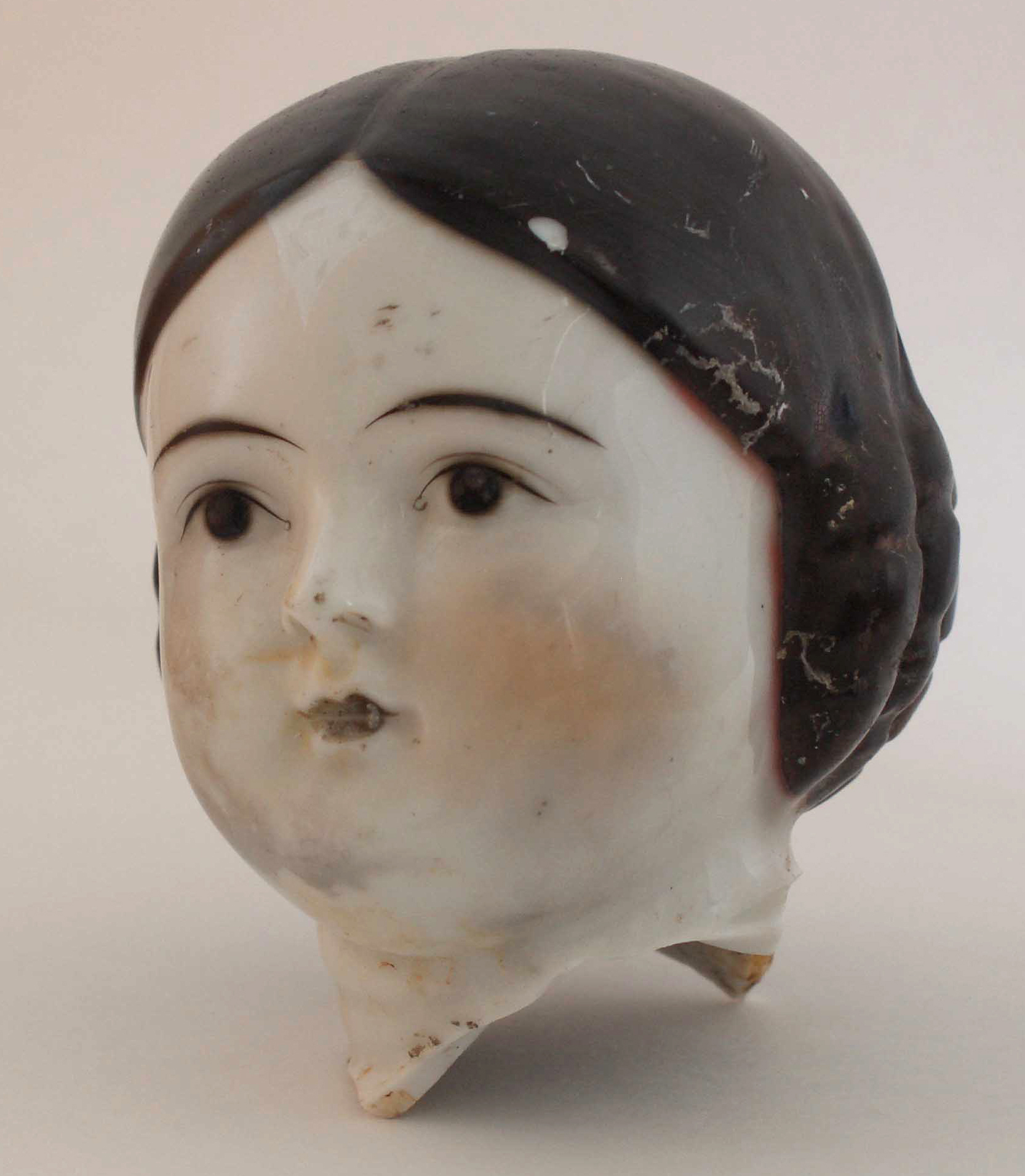
Puppenkopf, gefunden in der Nähe der St. Wolfgangskirche in Schneeberg, dort war vermutlich der Garten der Familie Peltz

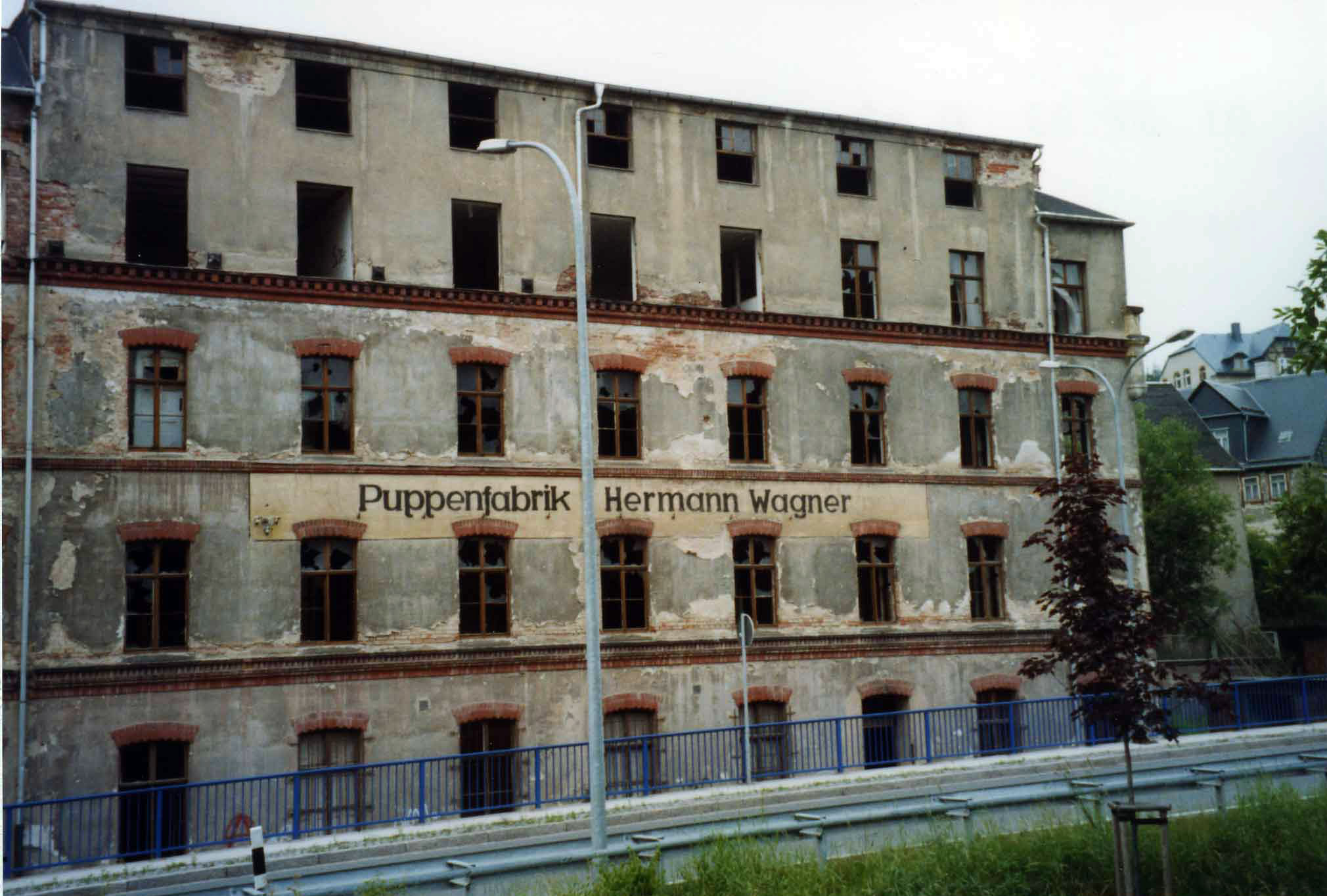
Gebäude der Puppenfabrik in der Oscar-Mehlhorn-Straße in Schneeberg, der Abriss erfolgte 2007 (Hermann Wagner war seit 1934 der alleinige Eigentümer der Puppenfabrik)

Auguste Peltz, geb. Simon (* 21. Dezember 1824 in Schneeberg im Erzgebirge; † 12. Januar 1900 ebenda) war die Gründerin der Puppenfabrik in Schneeberg.

## Leben und Wirken als Puppenfabrikantin
Auguste Peltz war die zweite Tochter von Traugott Friedrich Simon, einem ansässigen Bürger, Posamentierer und Handelsmann in Schneeberg und dessen Frau Juliane, einer geborenen Nebel. Am 29. Juli 1841 heiratet sie den zehn Jahre älteren, in Schönheide geborenen, Wundarzt Abraham Louis Peltz. Auch als jung verheiratete Frau ging Auguste Peltz einer Erwerbstätigkeit nach. 1842 findet sich im „Gemeinnützigen Erzgebirgischen Anzeiger für alle Stände“ folgende Nachricht:

„Auguste Pelz, geb. Simon, wohnhaft bei Herrn Hutmachermeister Loos in der Grießbacher Gasse, empfiehlt ein wohl assortirtes Lager Tüll-, Blonden- und Neglige’-Häubchen, unterlegte Kragen, gestickten Mull- und Blonden-Kragen von den neuesten modernsten Schnitten, gewirkte Spitzen, Blonden und Tüll von allen Breiten, so wie auch Tüll in Stücken und Blumen nach dem neuesten Geschmacke. Auch werden von selbiger Hauben gewaschen und nach der neuesten Facon wieder vorgerichtet und reelle und pünktliche Bedienung versichert.“

Am 16. Mai 1843 kam ihr erster Sohn Magnus Adalbert zur Welt. Zwei Jahre später am 4. März 1845 erblickte Augustes zweiter Sohn, Louis Magnus, das Licht der Welt. Mit nicht ganz 21 Jahren hatte Auguste einen vierköpfigen Haushalt zu bewältigen. Wann genau die junge Mutter sich mit dem Puppenmachen beschäftigte und ob ihre Tätigkeit gleich zu Beginn an gewerblichen Charakter trug, ist bis heute unklar.
Die Gründung der Puppenfabrik erfolgte vermutlich um 1849.
Auguste Peltz hat nachweislich auch die Leipziger Messe bezogen. In den Leipziger Adressbüchern wird sie allerdings in den Jahren 1854 bis 1859 nicht als Puppenfabrikantin bezeichnet, sondern mit dem Verkauf von Blumen (sicherlich Stoffblumen) und „neue R.“ erwähnt. Erst seit 1868 war sie mit ihrer Puppenherstellung auch auf der Messe vertreten. Im Leipziger Adressbuch von 1868 ist sie mit „neue R.“ und „Fabrik gekleideter Puppen“ verzeichnet. Ab 1880 finden sich keine Angaben mehr und für die Jahre danach gibt es auch im Archiv diese Form des Nachweises nicht mehr.
Auguste Peltz hat sich über ihre Tätigkeit als Puppenfabrikantin hinaus ebenfalls helfend für die Menschen ihrer Umgebung engagiert.
Am 17. Mai 1876 beendet sie, im Alter von 51 Jahren, ihre Tätigkeit als Puppenfabrikantin. In einer Notiz des Königlichen Gerichtsamtes wird mitgeteilt, dass Frau Auguste Peltz aus der Firma A. Peltz ausscheidet. Da sie aber noch weiterhin in der Funktion als Puppenfabrikantin die Messen bezogen hat, kann man davon ausgehen, dass sie zu diesem Zeitpunkt vielleicht ihre Fabrik offiziell ihrem Sohn Louis Magnus übergeben hat, aber trotzdem weiterhin eine führende Kraft im Unternehmen war. Der Firmenname wird auch in der folgenden Zeit weiter geführt. Der Realschullehrer Heinrich Jacobi beschrieb die Puppenfabrik in seinem Gedenkblatt für Schneeberg zur 400-jährigen Jubelfeier 1881 wie folgt:

„Die Puppenfabrik von A. Peltz, jetzt im ehemaligen Bergmagazin mit sehr interessanter Einrichtung; beschäftigt ca. 500 Leute in und außer Hause, seit etwa 1845 aus kleinem Anfang entwickelt.“

Das Jahr 1883 brachte schwere Enttäuschungen für Auguste Peltz. Die Zeitung „Erzgebirgischer Volksfreund“ berichtete am 10. April:

„Konkursverfahren. Ueber das Vermögen des Kaufmanns Magnus Peltz, in Schneeberg, alleinigen Inhabers der Firma A. Peltz daselbst, wird auf Antrag desselben heute am 7. April 1883, nachmittags 5 Uhr das Konkursverfahren eröffnet.“

Mitte des Jahres 1885 kam es letztlich zu Zwangsversteigerungen aus dem Immobilienbesitz von Magnus Peltz. Für seine und vor allem Auguste Peltz ehemalige Puppenfabrik in Schneeberg geht es aber weiter. Bereits im Jahr 1883 wird die Gründung der Firma Nöckler & Tittel im Handelsregister der Stadt erwähnt. Inhaber sind die Kaufleute Johann Christian Karl Nöckler und Ernst Otto Tittel. Inwieweit der Geschäftsbetrieb der Puppenfabrik über die ganze Zeit aufrechterhalten wurde oder ob eine Neugründunge stattgefunden hat, bleibt vorerst unklar. Bedenkt man, dass zur gleichen Zeit auch Emil Paufler seine Puppenfabrik in Schneeberg erfolgreich betrieb, so kann man die Bedeutung dieses Produktionszweiges als Arbeitgeber für die Stadt erahnen.
Auguste Peltz erlebt noch eine weitere Veränderung ihrer einstigen Puppenfabrik mit. 1893 übernehmen der Kaufmann Armin Grüning und der Kaufmann Gustav Götze die Firma Nöckler & Tittel.
Im Jahr 1900, acht Jahre nach ihrem Mann, verstirbt Auguste Peltz, die erfolgreiche Gründerin der Puppenfabrikation in Schneeberg. Sie erhält einen umfangreichen Nachruf in der Zeitschrift „Erzgebirgischer Volksfreund“:

„Am heutigen Tage wurde Frau Dr. Peltz in Schneeberg nach einem arbeits- und segensreichen Wirken zur ewigen Ruhe gebettet. Was Barbara Uthmann unserer Spitzenindustrie, Clara Angermann geb. Nollain unserer Tambourstickerei, das war Frau Dr. Peltz unserer erzgebirgischen Puppenfabrikation … Eine aus der Hand der nun Verewigten hervorgegangene Puppe galt damals als das feinste und kostbarste Geschenk. Wieviele Kinderherzen sind durch ihre Puppen beglückt worden! In Schneeberg bestehen jetzt noch 2 aus dem Peltzschen Geschäfte entwickelte große Fabriken, die sich mit Herstellung von Puppen befassen und hunderte von Händen beschäftigen. Frau Dr. Peltz hat sich ein bleibendes Andenken geschaffen und ihr Name wird in der Geschichte unserer heimischen Industrie in Ehren gehalten werden.“

## Geschichte der Puppenfabrik nach 1900
Im Jahr 1929 gerät die Puppenfabrik Nöckler und Tittel in Konkurs. Im Prozess der Zwangsversteigerung am 5. März 1930 bekam die Firma Wagner und Eisenkolb den Zuschlag zur Übernahme. Der Kaufmann Hermann Albin Wagner und der Kaufmann Theodor Eisenkolb hatten ihr gemeinsames Unternehmen zur Herstellung und den Vertrieb von Puppen und Spielwaren bereits am 27. Dezember 1929 gegründet. 1934 wird die bestehende Gesellschaft aufgelöst und Hermann Albin Wagner führte das Geschäft allein unter dem bisherigen Firmennamen weiter. Im Frühjahr 1936 wurde die Auflösung der Gesellschaft nun auch durch die Umbenennung der Firma kenntlich gemacht. Am 11. Mai 1936 wurde im Grundbuch ein Veränderungsvermerk vollzogen:

„Infolge Ausscheidens des Mitgesellschafters und Änderung der Firma in Firma Hermann Wagner ist der Kaufmann Hermann Albin Wagner in Schneeberg Alleineigentümer.“

Am 7. Dezember 1947 verstirbt Herrmann Albin Wagner. Alleinige Erbin und damit auch Inhaberin der Firma Hermann Wagner war seine Ehefrau Agnes Wagner, geb. Hochmuth. Ab 1947 fungierte Paul Schwenke als Geschäftsführer, ab 1951 in Generalvollmacht, später als Betriebsleiter. Zum 31. Dezember 1975 wurde die Puppenfabrik Hermann Wagner aufgelöst und die Immobilie an die Auer Besteck- und Silberwarenwerke im Kombinat Unimewa Aue verkauft.
Mit dem Abriss des Fabrikgebäudes im Jahr 2007 ist das letzte für jedermann sichtbare Zeichen einer einst weltweit bekannten und erfolgreichen Puppenproduktion aus dem Stadtbild von Schneeberg verschwunden.